# Bargfeld-Stegen
Bargfeld-Stegen (en baix-alemany Bargfeld bi Bartheil un Stegen) és un municipi al districte Stormarn al sud de l'estat de Slesvig-Holstein a Alemanya, el 30 de setembre de 2010 tenia 2.910 habitants. Forma part de l'amt de Bargteheide-Land.

## Història

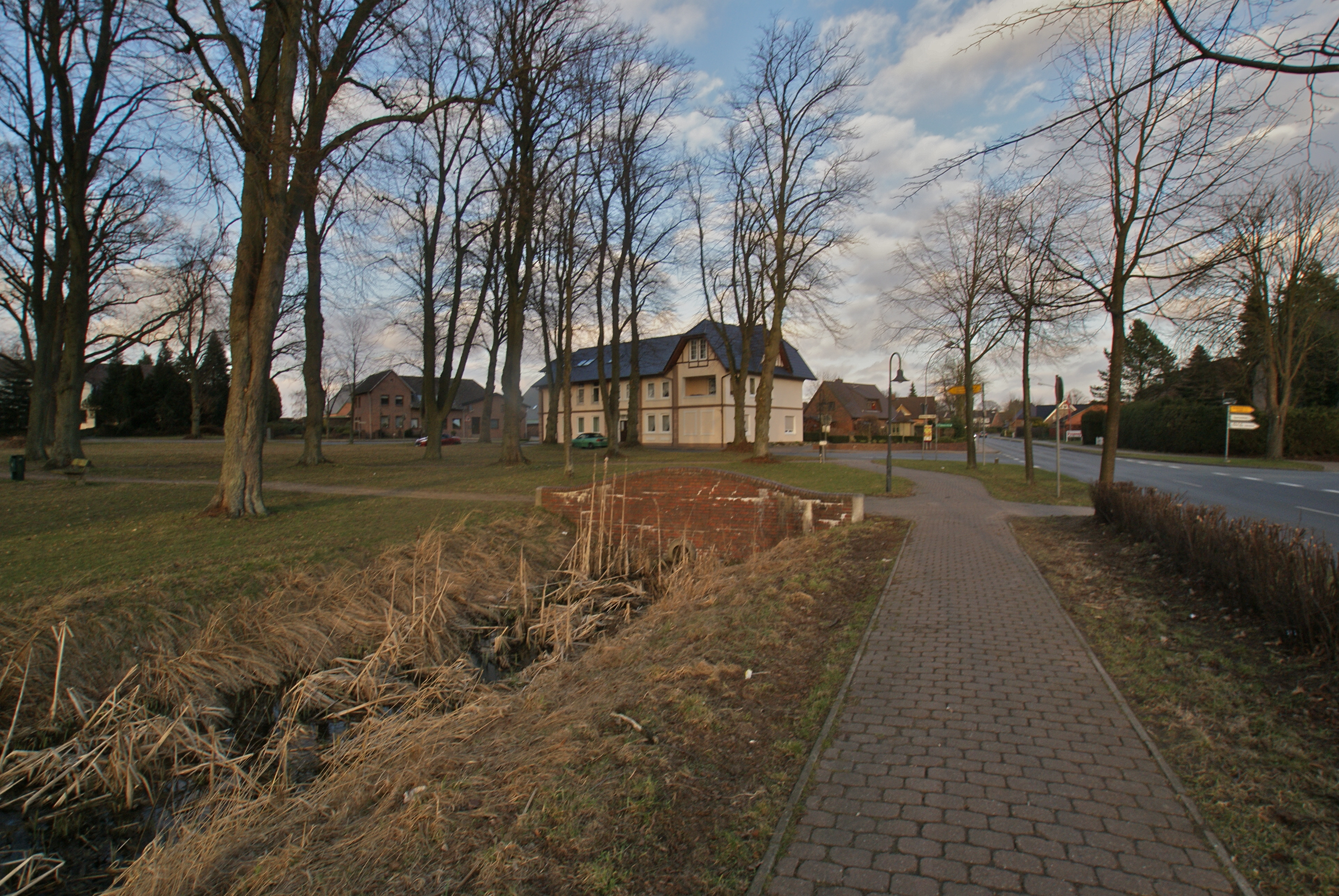
L'estany Dörpsdiek i el naixement del Wedenbek

Quarter dels bombers i casa de la vila

El primer esment escrit "Berchfelde" data del 1195 a un acte del qual l'original ha desaparegut entre Adolf III de Schauenburg i Holstein i el capítol de Sant Nicolau. Al nucli de Stegen hi havia un castell que tenia un paper a la defensa del canal Alster-Beste que va funcionar uns 25 anys a l'inici del segle xvi. El municipi de Stegen va crear-se el 1872 sota el règim prussià. Va fusionar-se el 1928 amb el municipi de Bargfeld. El 1977 el nucli d'Hartwigsahl va passar de Jersbek a Bargfeld-Stegen. Altres nuclis són Gräberkate, Bargfeld-Rögen, Viertbruch, Bornhorst i Gut-Stegen.

## Geografia i economia
El poble es troba a una depressió humida a la qual neixen dos afluents de l'Alte Alster: el Wedenbek i el Möhlnbek a les ribes dels quals es van desenvolupar uns senders per a vianants i ciclistes. La part meridional del poble desguassa via l'Hardebek i l'Isenbek al Sielbek. A poc a poc el municipi va perdre el seu paper agrícola i va esdevenir un dormitori verd de la ciutat d'Hamburg.

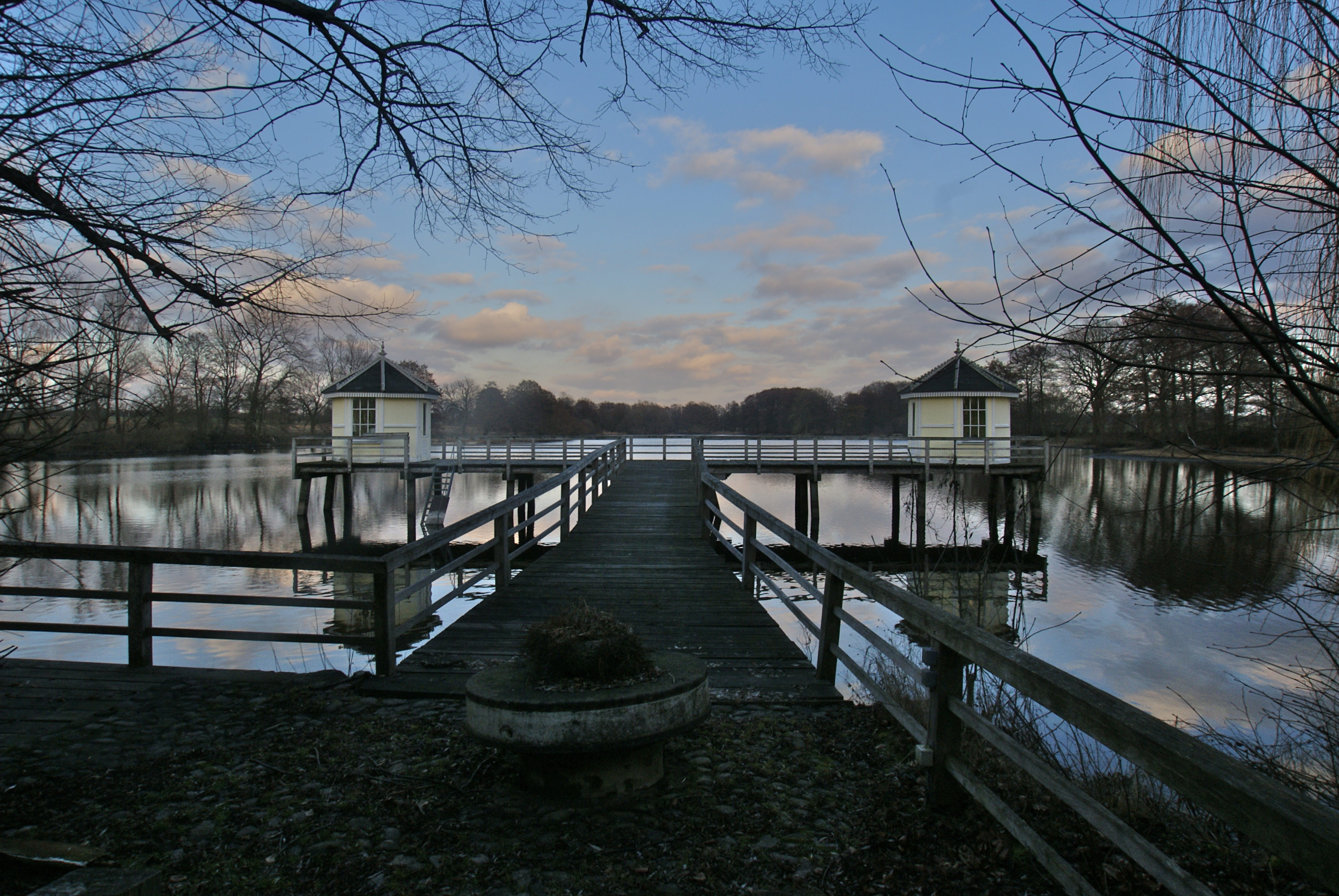
L'estany del Möhlndiek
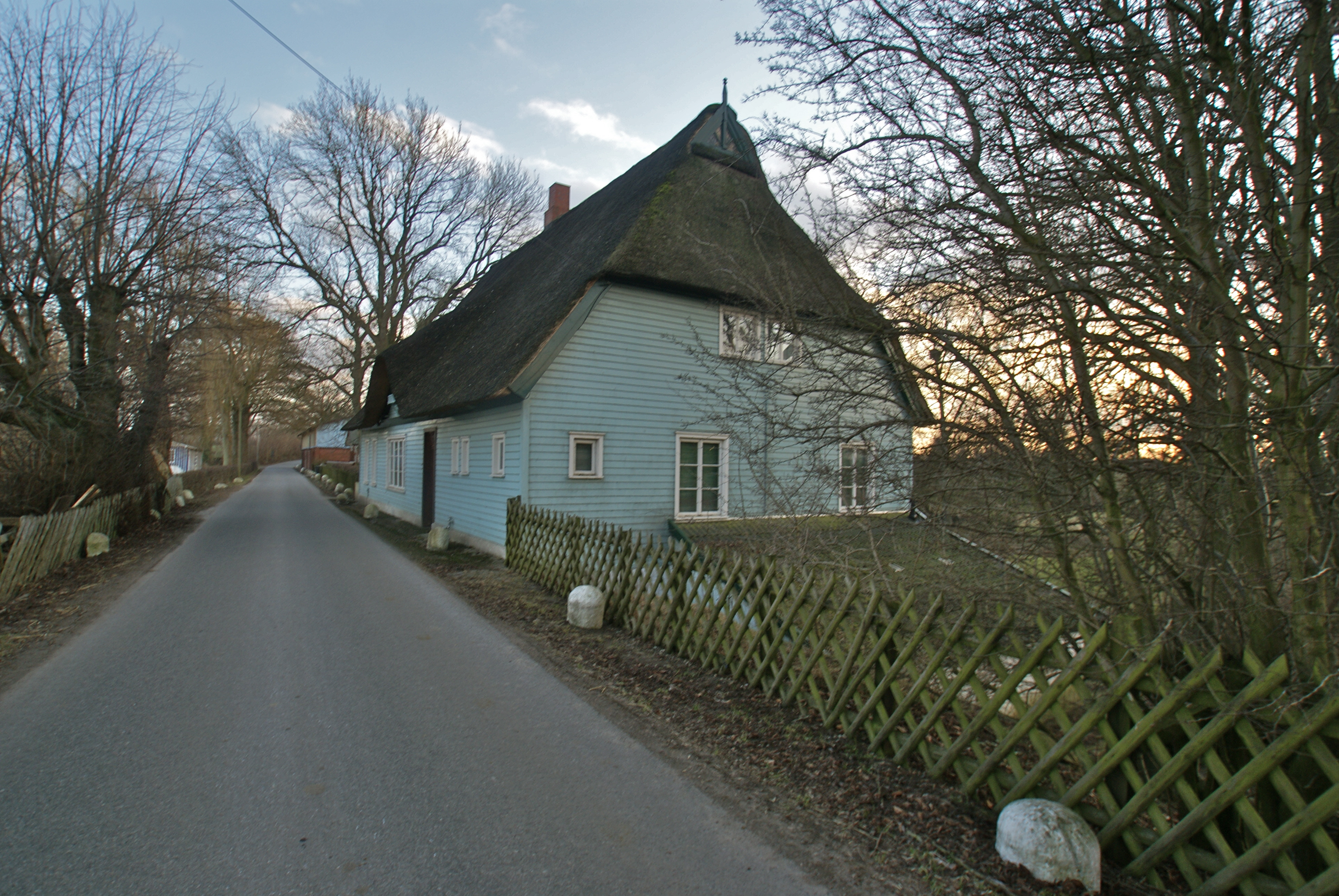
El molí d'aigua al Möhlnbek
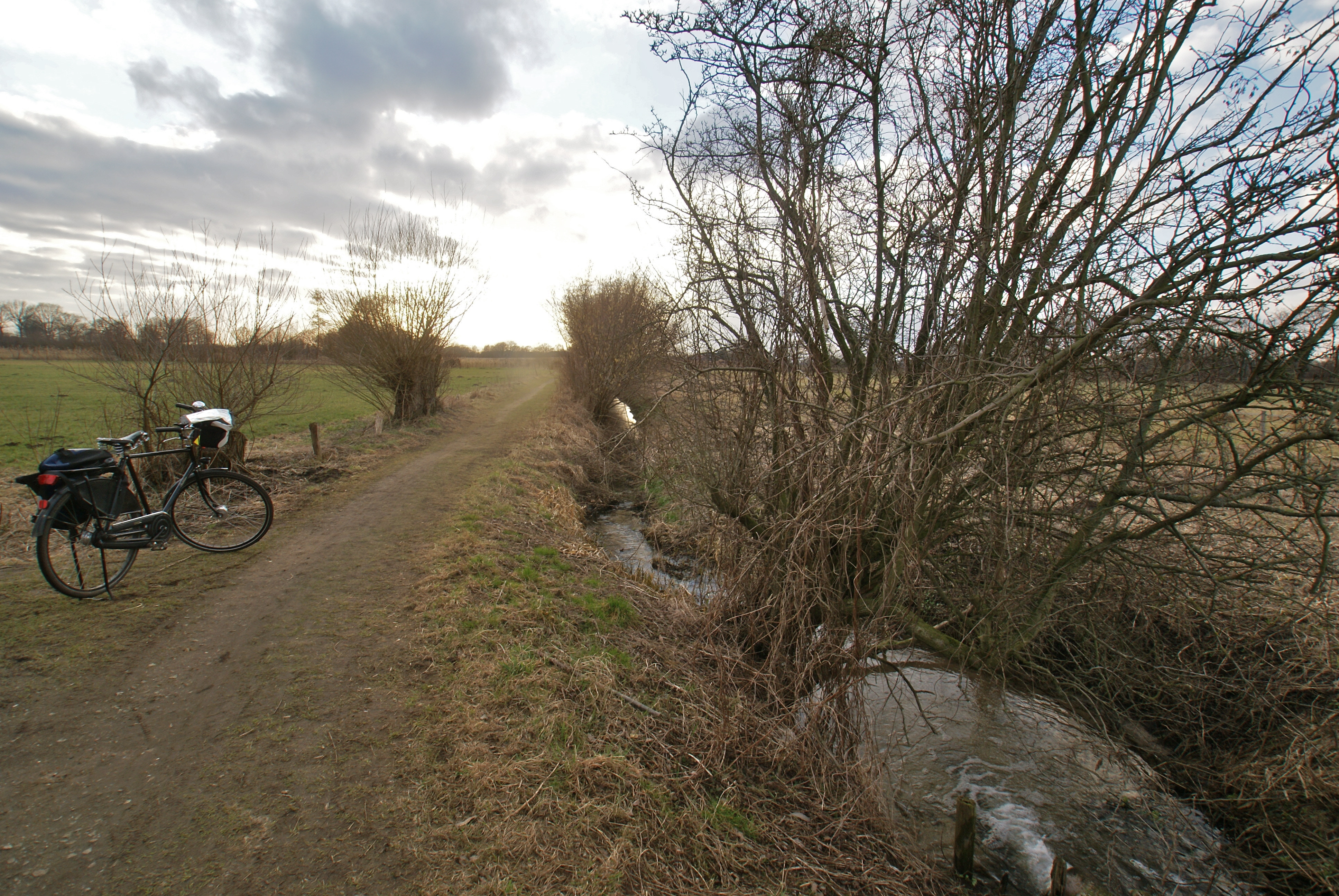
El Wedenbek
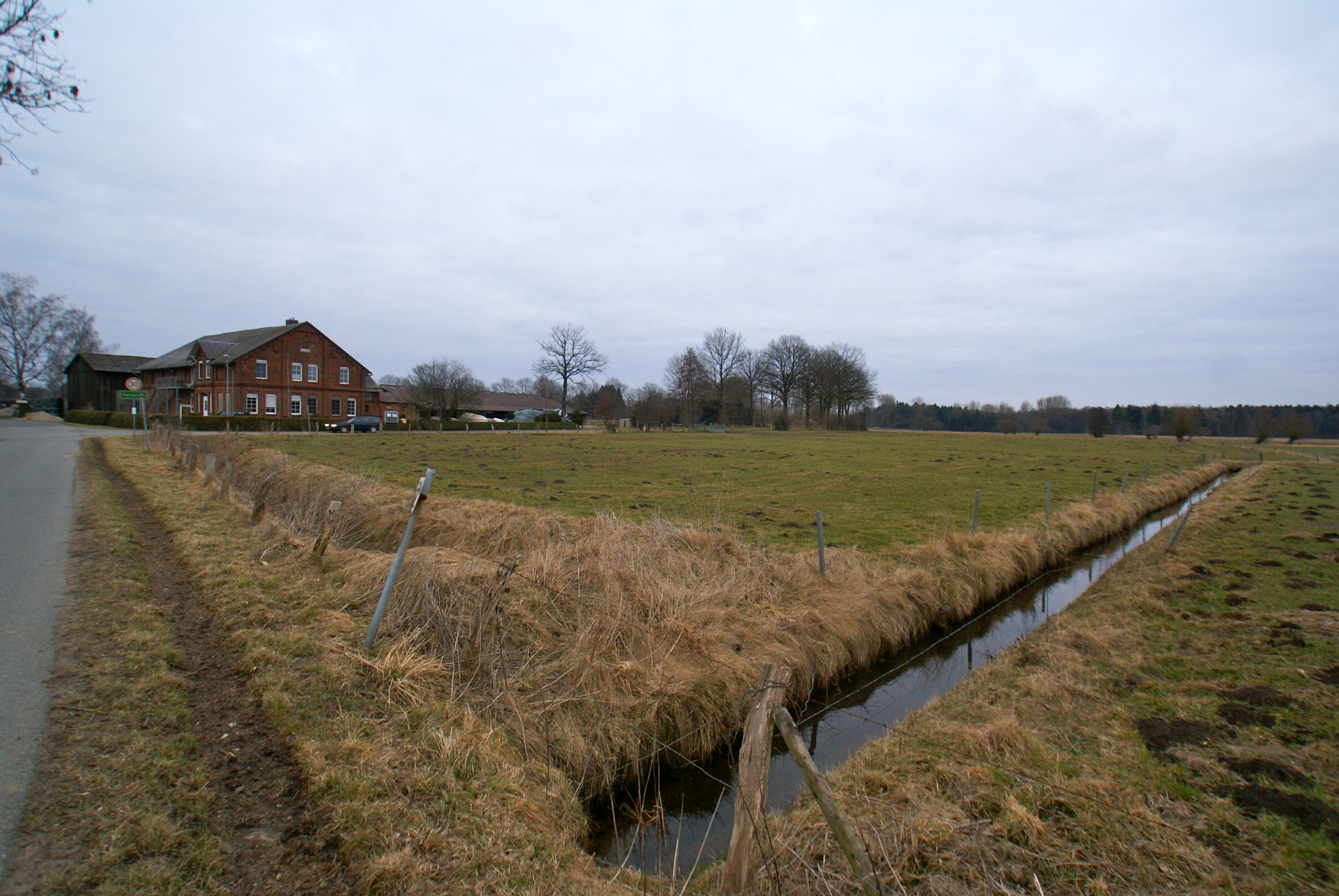
L'Hardebek al nucli de Viertbruch
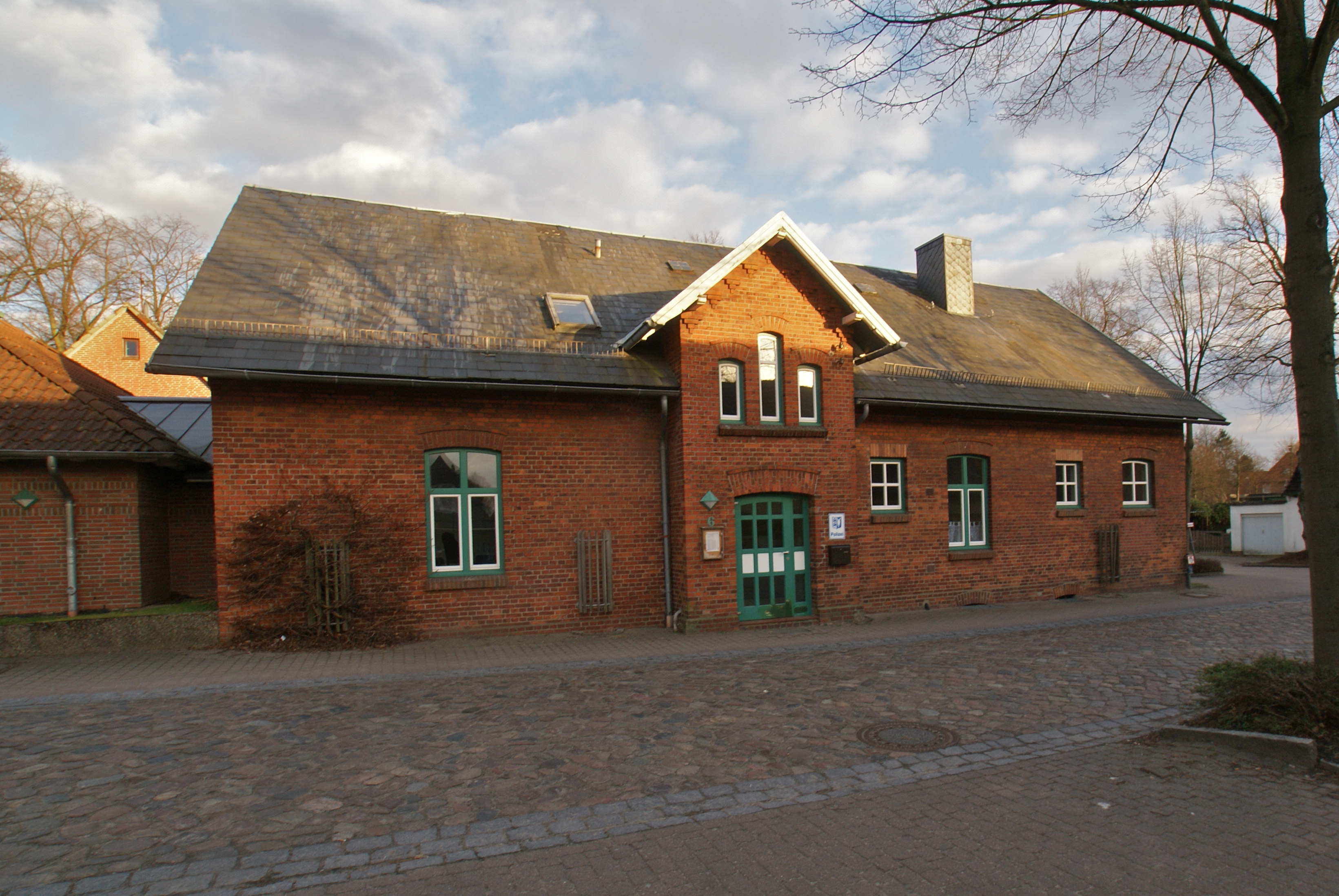
Comissaria
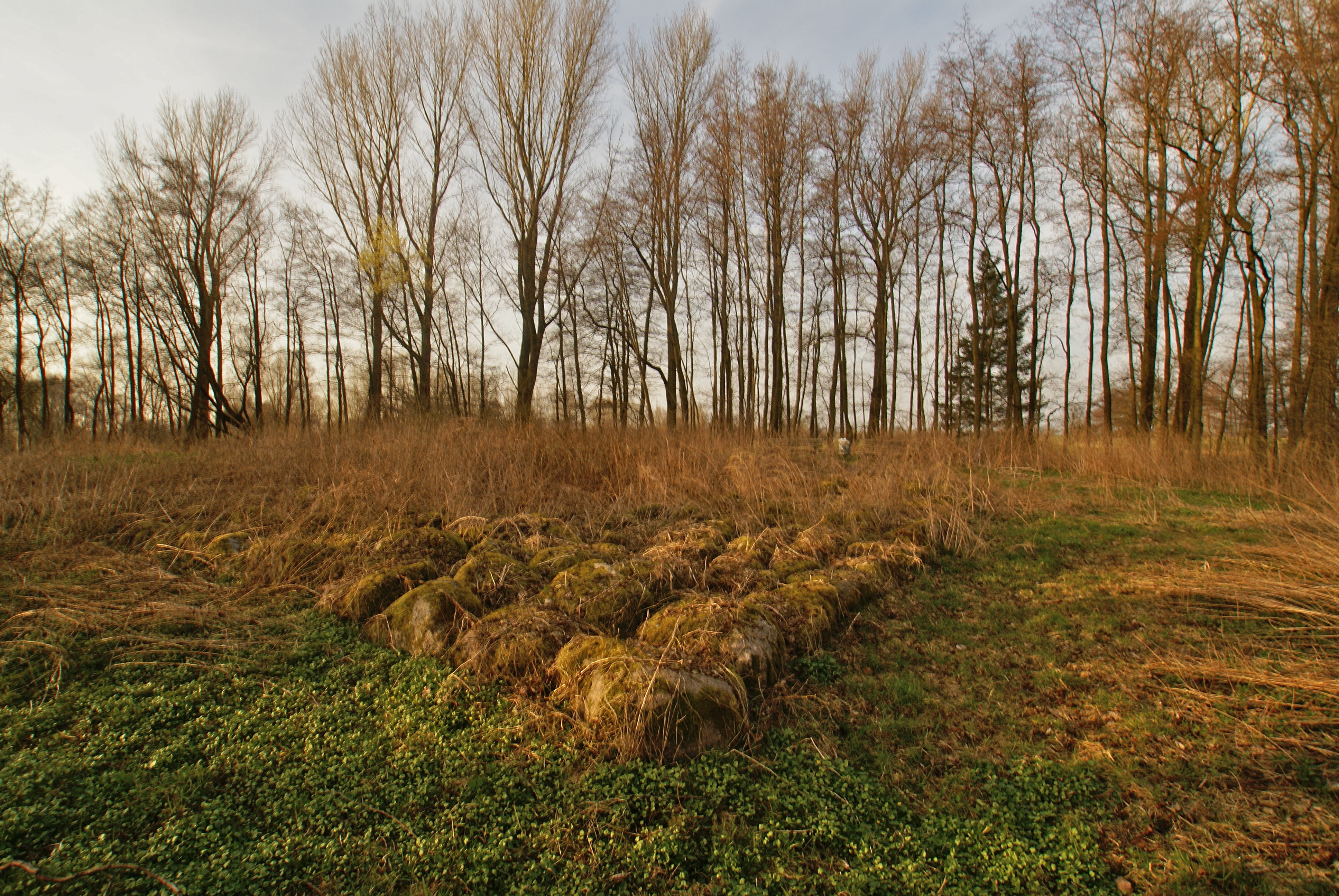
Els vestigis dels fonaments del castell de Stegen

## Llocs d'interès
- Els tres estanys al Mühlenbach: Möhlndiek, Binnenhorster Diek i Hüxter Diek
- La font del Wedenbek al paisatge llistat de la plaça major Dorfplatz
- Les ruïnes del castell de Stegen i el canal Alster-Beste